# Saco (Maine)
Saco is een plaats (city) in de Amerikaanse staat Maine, en valt bestuurlijk gezien onder York County.

## Demografie
Bij de volkstelling in 2000 werd het aantal inwoners vastgesteld op 16.822. In 2006 is het aantal inwoners door het United States Census Bureau geschat op 18.289, een stijging van 1467 (8,7%).

## Geografie
Volgens het United States Census Bureau beslaat de plaats een oppervlakte van 102,0 km², waarvan 99,7 km² land en 2,3 km² water.

## Plaatsen in de nabije omgeving
De onderstaande figuur toont nabijgelegen plaatsen in een straal van 16 km rond Saco.

## Geboren
- Samuel Brannan (1819-1889), pionier, ondernemer en journalist